# James Holland (författare)
James Holland, född 27 juni 1970 i Salisbury, Wiltshire, är en brittisk författare specialiserad på andra världskriget. Holland har studerat historia vid universitetet i Durham och har skrivit ett flertal fackböcker. Den skönlitterära debuten kom 2004. Hösten 2009 gavs Operation Oden ut i svensk översättning av Historiska Media, den första i serien om krigshjälten Jack Tanner.

### Jack Tanner
- Operation Oden: Jack Tanner i Norge 1940. Jack Tanner 1. Lund: Historiska media. 2009. Libris 11360813. ISBN 978-91-85873-58-6
- Förtvivlans timme: Jack Tanner i Frankrike 1940. Jack Tanner 2. Lund: Historiska media. 2010. Libris 11640100. ISBN 978-91-86297-15-2
- Uppdrag Nemesis: Jack Tanner på Kreta 1941. Jack Tanner 3. Lund: Historiska media. 2011. Libris 12028563. ISBN 9789186297541
- Stridens hetta: Jack Tanner i Nordafrika 1942. Jack Tanner 4. Lund: Historiska media. 2012. Libris 12767384. ISBN 9789187031489